# كمال رحيم
كمال رُحيم (من مواليد عام 1947م - توفي 29 سبتمبر 2023م) هو كاتب وروائي مصري. حصل كمال على درجة الدكتوراه في القانون من جامعة القاهرة، قبل أن يتابع عمله في مجال تنفيذ القانون بالشرطة والإنتربول. اشتهر بعمله «ثلاثية جلال»، والتي تتكون من «يوميات مسلم يهودي»، و«أيام الشتات»، و«شمعدانات ومآذن». ترجمت الروايات الثلاثة المترجمة سارة عناني للغة الإنجليزية ونشرها قسم النشر بالجامعة الأمريكية بالقاهرة.
تقاعد من الخدمة الشرطية وعمل أستاذاً زائراً في أكاديمية الشرطة في سلطنة عمان. حاصل على دكتوراه في القانون العام - جامعة القاهرة - 1986.

## السيرة الذاتية
وُلد كمال رُحيّم في قرية المنصورية بمحافة الجيزة بمصر، مما كان له أثر كبير فيما بعد، حيث استعاد شكل القرية وأوصافها في روايتيه «أيام لا تُنسى» و«قهوة الحبشي». وُلد رُحيم عام 1947م، أي قبل حرب فلسطين ونكبتها بعام واحد.
حصل على درجة الدكتوراه في القانون من جامعة القاهرة، وسافر للعمل في منظمة الشرطة الجنائية الدولية بفرنسا سنة 1978م.

## المؤلفات
| الإصدار                     | التاريخ | المصدر     |
| --------------------------- | ------- | ---------- |
| لقمة عيش (قصص)              | 1994    | [ 7 ]      |
| حارة المليجي (رواية)        | 2014    |            |
| أيام لا تنسى (رواية)        | 2018    | [ 8 ]      |
| قهوة حبشي                   | 2019    |            |
| المسلم اليهودي              | 2021    | طبعة ثانية |
| أيام الشتات: ثلاثية اليهود  | 2021    |            |
| أحلام العودة: ثلاثية اليهود | 2021    |            |
| بورسعيد 68 (رواية)          | 2021    | [ 10 ]     |
| دكاكين تغلق أبوابها (رواية) | 2022    | [ 11 ]     |
| وكسة الشاويش (رواية)        | 2023    |            |

## الجوائز
حصل كمال رحيم على العديد من الجوائز من أشهرها:
- جائزة نادي القصة أربع مرات على قصصه القصيرة؛ مرتين في عام 1996م، ومرة في عام 1997م، ومرة أخيرة عام 1998م.
- جائزة الدولة التشجيعية عام 2005م عن روايته «يوميات مسلم يهودي وقلوب مُنهمكة».
- جائزة الدولة التشجيعية عام 2009م، عن روايته «أيام الشتات»، وجائزة الدولة التقديرية للآداب عام 2022.[12]

## الوفاة
توفي يوم الجمعة 29 سبتمبر 2023م / 14 ربيع الأول 1445هـ.